# Kerstin Fredlund
Kerstin Fredlund. född Olsson 16 februari 1954 i Arby söder om Kalmar är läkare, forskare och docent i livsmedelsvetenskap och har tagit fram och utvecklat kultursorter av spannmål. Kultursorter är näringsrikar och innehåller naturliga mineraler. Konsumtion av sådana vegetabiliska baslivsmedel från en mångfald av sorter främjar inte bara hälsan utan också miljön och bidrar till hållbara ekosystem.

## Biografi
Kerstin Fredlund föddes i Solmarka by utanför Kalmar. Hennes föräldrar hade ett jordbruk och 1959 ställde de om gården till ett modernt kemijordbruk. På 70-talet fick Kerstin och hennes syster Annica kontakt med den biodynamiska rörelsen och Antroposofi vid Järna. Kerstin träffade sin blivande man, Lars Fredlund. Sedan följde studier till läkare vid Karolinska institutet. Kerstin arbetade som distriktsläkare några år och startade en Waldorfskola i Kalmar och tillsammans med sin syster en biodynamisk gård i Vassmolösa söder om Kalmar.

## Livsmedelsvetenskap
När Fredlund fick barn började hon fundera över barnmat och näring som alternativ till industriellt tillverkad mat. Från kemicentrum i Lund fick hon ett mindre forsknings anslag för att utföra försök vid avdelningen för industriell näringslära, vilket ledde till vidare forskning. År 2002 presenterade hon sin forskning i en doktorsavhandling vid  avdelningen för livsmedelsvetenskap vid Chalmers Tekniska Högskola.